# Clemens Holzmeister
Clemens Holzmeister (Fulpmes, Tirol, 27 de marzo de 1886 - Hallein, 12 de junio de 1983) fue un arquitecto y profesor austríaco.

## Biografía
Estudió en la Universidad Tecnológica de Viena, donde se doctoró en arquitectura en 1919. Se convirtió en jefe de departamento de la Academia de Bellas Artes de Viena , donde también impartió clases entre 1924 y 1938 primero y posteriormente entre 1954 y 1960. En 1931 se convirtió en el director de esta institución, cargo que ostentaría hasta 1938. Asimismo, fue presidente de la Neuer Werkbund Österreich (Nueva Werkbund Austríaca), tras la escisión de la Österreichischer Werkbund entre 1934 y 1938.

## Traslado a Turquía
Como consecuencia del estallido de la Segunda Guerra Mundial, Holzmeister se vio obligado a abandonar su país y se trasladó a Turquía. Previamente, había visitado el país en 1927 después de que el gobierno turco le encargase la proyección de los edificios gubernamentales para la nueva capital. Habiendo completado 13 edificios antes de 1936, y habiendo ganado la competición internacional de la Gran Asamblea Nacional de Turquía, adquirió el rango de Arquitecto Oficial del Estado.
En 1938 fue elegido por Atatürk para construir el edificio del Parlamento. Paralelamente, Hitler se hizo con el control en Austria, lo cual llevó a Holzmeister y a muchos otros artistas y científicos a abandonar su país y refugiarse en Turquía. Allí residió desde 1938 hasta 1954. Vivió entre Estambul y Ankara, condicionados estos traslados por el trabajo. Impartió clases en la Universidad Técnica de Estambul desde 1940 a 1947.
Tras su regreso a Austria en 1954, donde ya residió hasta su fallecimiento, nunca perdió el contacto con Turquía. La última visita a Ankara fue en 1978 con motivo de la ampliación del complejo de la Gran Asamblea Nacional.

## Regreso a Austria
Tras la vuelta a su país de origen, Holzmeister fue galardonado con importantes premios, como la medalla de Austria para las Artes y Ciencias o el Premio Ciudad de Viena para la Arquitectura. Entre 1954 y 1960 regresó a la Academia de Bellas Artes de Viena, de la que fue rector entre 1955 y 1957 y vicerrector entre 1957 y 1960, a la vez que, en paralelo, era director del Instituto de Arte Sacro en la Academia de Bellas Artes vienesa entre 1958 y 1961.
Ese mismo año se jubiló y fue reconocido como Miembro Honorario de la Academia de Bellas Artes de Viena. En 1963 fue nombrado Doctor Honoris Causa por la Universidad Técnica de Estambul, en 1965 doctor honoris causa por la Universidad Técnica de Viena y en 1971 doctor honoris causa por la Facultad de Tecnología de la Universidad de Innsbruck. En 1981, el gobierno austríaco le concedió la Gran Medalla de Oro con la estrella de la República de Austria.

## Proyectos
- Crematorio de Viena, 1921-1924
- Ministerio de Guerra y  de Personal General, Ankara, 1927-1930
- Ministerio de Empleo, Ankara, 1929-1934
- Academia militar, Ankara, 1930-1935
- Palacio de Atatürk, Ankara, 1931-1932
- Banco Central, Ankara, 1931-1933
- Corte Suprema, Ankara, 1933-1934
- Embajada austríaca, Ankara, 1933-1934
- Ministerio de Agricultura y Comercio, Ankara, 1933-1935
- Centro de radiodifusión en Viena, 1935-1939
- Teatro del festival en Salzburgo, 1936-1938
- Edificios del Parlamento turco, Ankara, 1938-1943[4]
- Teatro provincial de Linz, 1953-1960
- Nuevo Teatro del festival en Salzburgo, 1955-1960